# 東大崎村 (新潟県)
東大崎村（ひがしおおさきむら）は、かつて新潟県南蒲原郡にあった村。

## 沿革
- 1889年（明治22年）4月1日 - 町村制の施行により、南蒲原郡東大崎村、上野原村及び柳沢村の区域をもって、南蒲原郡東大崎村が発足する。
- 1901年（明治34年）11月1日 - 南蒲原郡西大崎村、東大崎村、保内村及び大槻村の区域の一部が合併して、南蒲原郡大崎村が発足する。